# Benighted
Benighted est un groupe de brutal death français, originaire de Saint-Étienne. Le groupe, formé en mai 1998 à la suite de diverses rencontres en concert, comprend le chanteur Julien Truchan, le guitariste Emmanuel Dalle, le bassiste Pierre Arnoux, et le batteur Kevin Paradis. Depuis sa formation, le groupe recense un total de sept albums studio.

## Biographie

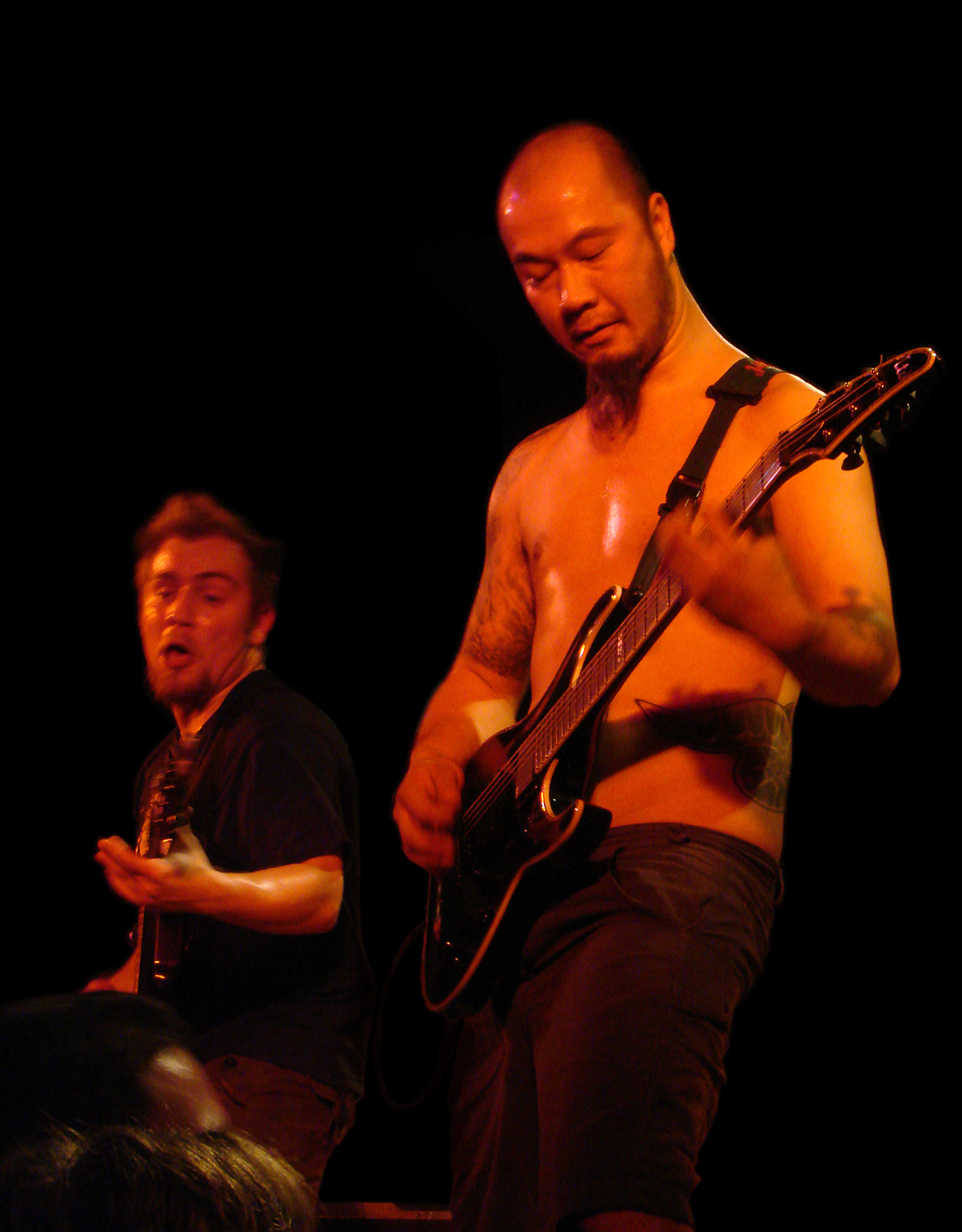
Olivier Gabriel et Liem N'Guyen (premier plan), au Coolness'tival du 3 novembre 2007, à Montdidier, en France.

Principalement influencé par les groupes comme Cannibal Corpse et Marduk, Benighted est, à ses débuts, un mélange de black et de death. Il se revendique désormais comme un groupe de brutal deathcore. Benighted cherche des compositions efficaces et originales, c'est pour cela que leurs chansons ont souvent pour thème la psychologie. Le premier album auto-produit est rapidement enregistré, Benighted, avec sept titres reflétant le groupe. Psychose est le second album du groupe, marqué par un death metal plutôt technique. Il est très bien accueilli par les fans malgré le fait que le groupe ait eu des difficultés à l'enregistrer.
À la suite de ce second opus, Benighted joue souvent en concert, le plus fréquemment aux côtés de leurs amis lyonnais de Destinity. Le troisième album, sorti chez Adipocère Records tout comme Psychose montre un travail encore plus abouti, un son puissant et une approche plus franche. À leur retour du studio d'enregistrement Kohlekeller Studio en Allemagne, les Benighted se remettent immédiatement au travail et participent toujours autant à la scène underground française. Leur album Insane Cephalic Production est bien accueilli par les critiques et les avis d'amateurs du genre,.
Sort en février 2004, cet album marque les esprits, surtout lors de prestations en concert de Benighted. Le quatrième album Identisick paraît en 2006, toujours chez Adipocère Records ; le groupe rentre en studio au mois d'août pour l'enregistrer. Celui-ci est disponible en édition simple ou limitée contenant un DVD bonus offrant des vidéos de concerts et d'enregistrements en studio. Identisick inclut certaines influences black comme dans le premier album (bien que beaucoup plus discrètes). En janvier 2007, Benighted se joint au label Osmose Productions. Son cinquième album Icon sort en octobre de la même année. Et en 2008, le groupe s'offre une place au Hellfest.
En 2011, le groupe signe avec le label Season of Mist et sort son nouvel album, intitulé Asylum Cave. Truchan contribue aux parties vocales de l'album Global Flatline d'Aborted, sorti en 2011. Un vidéoclip du titre Let The Blood Spill Between My Broken Teeth est mis en ligne le 26 février 2012. Le 14 février 2014, le groupe fait paraître Carnivore Sublime, un nouvel album composé de 11 titres (et un disque bonus de 8 titres - reprises, lives et démo - pour l'édition spéciale). Il est commercialisé le 14 mars en Europe et le 18 mars en Amérique du Nord
Le 1er février 2017, Benighted annonce sur sa page Facebook le départ du guitariste fondateur, Olivier Gabriel et son remplacement par Fabien « Fack » Desgardins (Carnival in Coal, Infected Society). Le 17 février 2017, toujours via le label Season of Mist, Benighted sort Necrobreed. Il s'agit du premier album intégrant leur nouveau batteur Romain Goulon (ex-Necrophagist), le guitariste Emmanuel Dalle et le bassiste Pierre Arnoux. Necrobreed accueille la participation d’Asphodel (öOoOoOoOoOo, se prononce Chenille) sur « Hush Little Baby », de Trevor Strnad (The Black Dahlia Murder) sur « Forgive Me Father » et celle d’Arno de Black Bomb A sur Cum With Disgust.
Le 13 juillet 2017, Benighted se sépare avec regret de leur ancien batteur Romain Goulon, pour cause, sa dystonie à la cheville. Il fut rapidement remplacé tout d’abord, provisoirement, par Kevin Foley et Kevin Paradis. Puis le 18 décembre 2017, Kevin Paradis devient le batteur permanent de Benighted.
Le 10 avril 2020, le groupe sort Obscene Repressed, leur nouvel album enregistré au Studio Kohlekeller en Allemagne.
Le 14 juillet 2021, le groupe propose un nouveau single qu'il a produit lui-même, intitulé A Personified Evil, sur lequel participe au chant Francesco Paoli (du groupe italien Fleshgod Apocalypse).

## Membres

### Membres actuels
- Julien Truchan – chant (depuis 1998)
- Emmanuel Dalle – guitare (depuis 2014)
- Pierre Arnoux – basse (depuis 2014)
- Kévin Paradis – batterie (depuis 2017)

### Anciens membres
- Kevin Foley - batterie (2006-2016)
- Liem N'Guyen – guitare (1998-2012)
- Fred Fayolle † – batterie (1998-2006) - (Décédé en 2019)
- Rémy Aubrespin – basse (2002)
- Christophe « Chart » Charretier – basse (1998-2001)
- Bertrand Arnaud – basse
- Eric Lombard – basse (2004-2013)
- Adrien Guérin - guitare (2012-2014)
- Olivier Gabriel – guitare (1998 - 2016)
- Romain Goulon – batterie (2016 - 2017)
- Fabien "Fack" Desgardins –  guitare (2016-2022)

## Discographie
- 2000 : Benighted
- 2002 : Psychose
- 2003 : Insane Cephalic Production (réédition en 2009)
- 2006 : Identisick
- 2007 : Icon
- 2011 : Asylum Cave
- 2014 : Carnivore Sublime
- 2015 : Brutalive the Sick (CD+DVD, live)
- 2017 : Necrobreed
- 2020 : Obscene Repressed
- 2024 : Ekbom